# Winfried Willems
Winfried Willems (* 22. März 1949 in Griethausen) ist ein deutscher politischer Beamter. Als CDU-Mitglied war er von 2002 bis 2011 Staatssekretär im Kultusministerium des Landes Sachsen-Anhalt unter dem Minister Jan-Hendrik Olbertz.

## Leben und Beruf
Willems besuchte die Volksschule in Griethausen und das Staatliche Altsprachliche Gymnasium in Kleve, dort legte er 1968 die Abiturprüfung ab. Nach dem Grundwehrdienst in Wesel studierte er von 1970 bis 1975 katholische Theologie, Germanistik und Pädagogik an der Westfälischen Wilhelms-Universität in Münster. Von 1974 bis 1976 studierte er ergänzend Musikpädagogik an der Pädagogischen Hochschule und Musikwissenschaft an der Universität Münster.
Bereits ab 1975 absolvierte Willems den Referendardienst für das Lehramt an Gymnasien. Nach Abschluss der staatlichen Prüfungen wurde er 1977 Studienrat und Oberstudienrat i.K. am Bischöflichen Gymnasium in Ahlen. Von 1982 bis 1993 war er als Oberstudienrat am Freiherr-vom-Stein-Gymnasium in Kleve tätig, parallel engagierte er sich als Organist und Chorleiter an St. Mariä-Empfängnis, Kleve. Im Anschluss wechselte er nach Sachsen-Anhalt und wurde Oberstudiendirektor am Ökumenischen Domgymnasium in Magdeburg. Hier nahm er bis zu seiner Ernennung zum Staatssekretär die Funktion des Schulleiters mit geschäftsführenden Aufgaben war.
Winfried Willems ist römisch-katholischer Konfession, verheiratet mit Kornelie Wahner-Willems, und hat sieben Kinder.

## Politik
Am 22. Mai 2002 wurde Willems zum Staatssekretär im Kultusministerium des Landes Sachsen-Anhalt ernannt. Willems war Amtschef und Bildungsstaatsseketär des Kultusministeriums, die Bereiche Wissenschaft und Kultur unterstanden Valentin Gramlich im selben Ministerium. Mit dem Antritt der Regierung Haseloff I im April 2011 wurde Willems in den einstweiligen Ruhestand versetzt und durch Jan Hofmann (SPD) ersetzt.

## Kulturelles Engagement
Nach 2011 war Willems mehrere Jahre Präsident des Landesmusikrates Sachsen-Anhalt. In dieser Zeit hielt er im In- und Ausland mehrere Vorträge zur Grundsatzfragen der Bildung und Bildungspolitik, zu ethischen und religiösen Grundfragen sowie zu religionsverfassungsrechtlichen Themen.
Seit 2013 ist Willems künstlerischer und organisatorischer Leiter der Konzertreihe „Orgelpunkt“ im Dom zu Magdeburg und zudem Vorsitzender des Vereins „Magdeburger Orgelmusik“. Außerdem ist er als Organist in Magdeburg tätig.
Für seine herausragenden Verdienste im musisch-kulturellen Bereich wurde Winfried Willems am 10. Juli 2023 durch Bundespräsident Frank-Walter Steinmeier das Verdienstkreuz am Bande des Verdienstordens der Bundesrepublik Deutschland verliehen.